# Bildungssystem in Bhutan

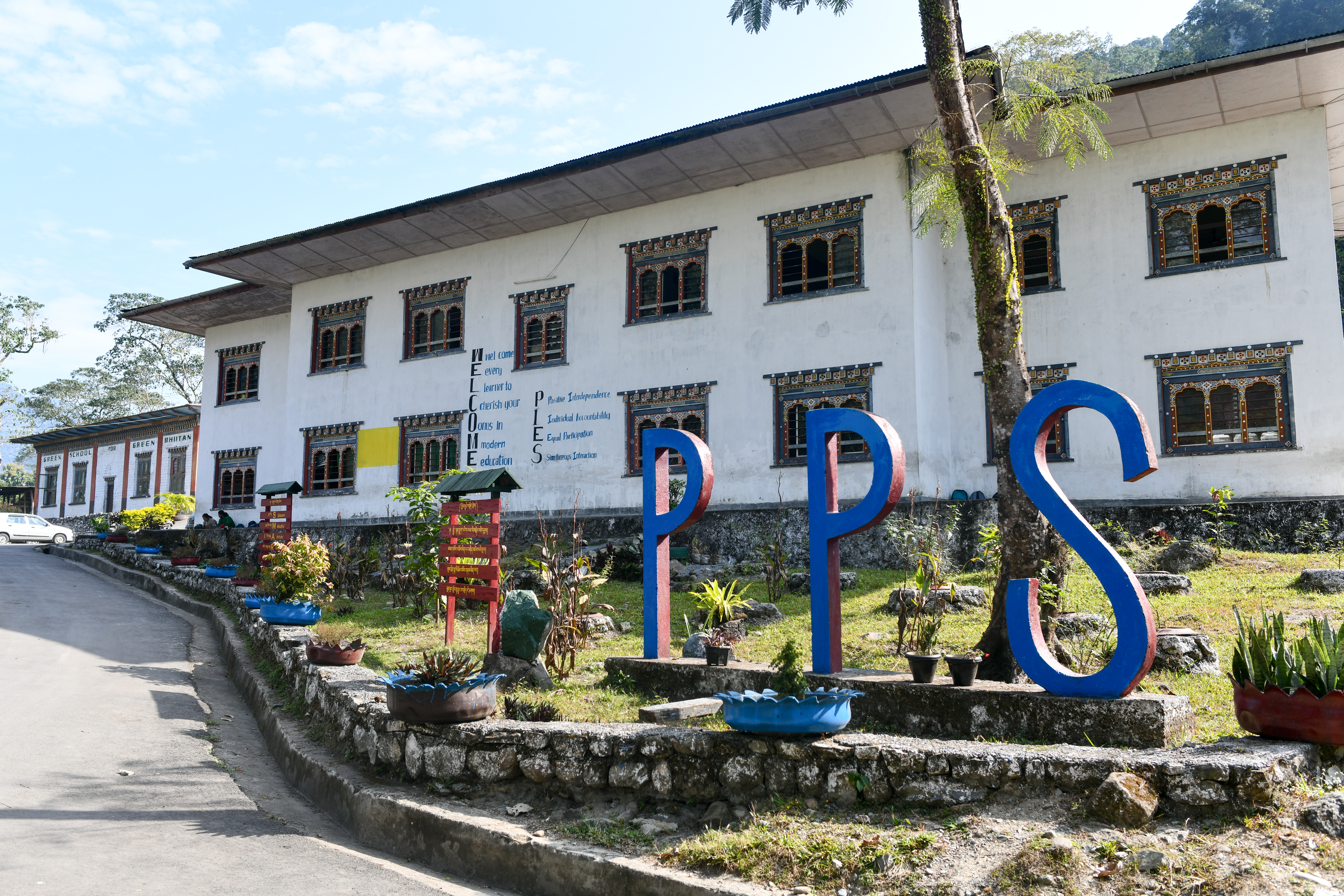
Grundschule in Panbang (2019)

Das Bildungssystem in Bhutan beruhte bis zur großen Bildungsreform in den 1960er Jahren auf tradierter buddhistischer Bildung, die in buddhistischen Tempeln hauptsächlich durch deren eigene Mönche vermittelt wurde. Die Bildungsreform etablierte ein dreistufiges Bildungssystem nach westlichem Vorbild parallel zu dem bisher bestehenden monastischen Bildungssystem. Bhutans Bildungssystem zeichnet sich dadurch aus, dass trotz Einführung neuer Bildungsstandards nach westlichem Modell die traditionelle buddhistische Bildung weiter gepflegt wird und es darüber hinaus einen Austausch zwischen beiden Wissensbereichen gibt.

## Monastische Bildungstradition
Als einer der vier traditionell buddhistischen Staaten des Himalajas hat Bhutan eine lange Tradition buddhistischen Lebens.
Padma Sambhava soll im 8. Jahrhundert Schüler aus Bhutan unterrichtet haben. Sein Schüler, der Übersetzer Denma Tsemang soll der Legende nach um 750 die nationale Schrift Bhutans entworfen haben.  Mindestens seit diesem Zeitraum sind von Tibet ausgehende vereinzelte Mönchsschulen nachweisbar, wo das Wissen von Lehrern an Schüler weitergegeben wurde. Hieraus entstanden eine Vielzahl miteinander konkurrierender Sekten des Buddhismus, die in den einzelnen Klöster beheimatet waren. Erst der als Gründer des modernen Bhutans geltende Mönch Shabdrung Ngawang Namgyel konnte unter den konkurrierenden Schulen seiner Drugpa-Kagyü Schule den Vorrang sichern. Mit seiner Klostergründung Chari in Thimphu sorgte er für eine seither bestehende Kontinuität der monastischen Bildung.
Neben rituellen und Tantrastudien bieten die 15 Shedras Bhutans philosophische Studien. Diese gliedern sich in drei Stufen und entsprechen dem Niveau nach der Hochschulreife, dem Bachelor und schließlich dem Master. Das Sang Chokhor Buddhist College ist darüber hinaus auch staatlich akkreditiert. Sein Rektor ist im Vorstand der Royal University of Bhutan.

## Modernes Bildungsangebot
Als Ergänzung zur monastischen Bildungstradition hat Bhutan seit der Bildungsreform ein dreistufiges Bildungssystem nach westlichem Vorbild stetig ausgebaut.
Die kostenlose zehnjährige Schulzeit beginnt ab dem sechsten Lebensjahr und gliedert sich in eine sechsjährige Grundschule mit vorgeschalteter Vorschule und eine darauf aufbauende weiterführende Schule. Im Anschluss an diese primäre Bildung besteht die Wahlmöglichkeit zwischen einer Ausbildung und einer zweijährigen sekundären Bildung, die zum Studium berechtigt. Das Studium als tertiärer Bildungsbereich wird von der Royal University of Bhutan gebündelt angeboten.
Erste weiterführende Schule des Landes wurde 1968 die von Jesuiten geleitete Sherubtse high school, aus der das spätere Sherubtse College hervorging. Erste höhere staatliche Bildungseinrichtung Bhutans war das ebenfalls 1968 gegründete Teacher Training Institute zur Ausbildung von Lehrkräften für den eigenen Landesbedarf, dem heutigen Samtse College of Education. Dies wurde gegründet um eine flächendeckende Alphabetisierung des bis dahin noch feudal geprägten Landes voranzutreiben. Dieses Ziel wurde bisher noch nicht erreicht. So besuchten 2005 nur 81 Prozent der schulpflichtigen Kinder eine Schule. Als Grund wird die noch immer unzureichende Infrastruktur angegeben. Manche Schüler haben einen bis zu dreistündigen Fußweg zur Schule.

### Universitäten
Seit der Bildungsreform sind mehrere hundert Schulen entstanden, sowie neun Hochschulinstitute, die 2003 in der dezentral organisierten Royal University of Bhutan zusammengefasst wurden.
Diese sind u. a.
- Samtse College of Education, die älteste Lehrerausbildungsstätte des Landes im westlichsten dzongkhag Samtse, die den Bachelor of Education verleiht
- Paro College of Education, die zweite Lehrerausbildungsstätte des Landes, ebenfalls im Westen im dzongkhag Paro, die den Bachelor of Education verleiht
- Sherubtse College, die ab 1983 einzige international anerkannte Hochschule Bhutans konnte bis 2003 in Kooperation mit der Delhi University Universitätsabschlüsse verleihen.

2012 hat die Regierung mit dem University of Medical Sciences Act of Bhutan (UMSB) beschlossen eine weitere Universität zu gründen, die sich speziell der dringend benötigten Ausbildung medizinischen Fachpersonals, wie etwa Krankenschwestern und Ärzten, widmen soll. Die 2013 in Thimphu gegründete Hochschule für Medizin wurde 2015 zu Ehren des regierenden Druk Gyalpo in Khesar Gyalpo University of Medical Sciences (KGUMSB) umbenannt.
Das Programm hat jedoch Anlaufschwierigkeiten. So kann aus Personalmangel noch immer (Stand November 2019) der ursprünglich angestrebte Studienabschluss Bachelor of Medicine, Bachelor of Surgery (MBBS) nicht verliehen werden. Stattdessen liegt der Schwerpunkt der Ausbildung innerhalb der Fakultät für Gesundheitswissenschaften bei Pflegepersonal. Des Weiteren gibt es noch eine Fakultät für traditionelle Medizin und eine post-graduierten Schule die nach vier Jahren den M.D. verleiht.